# Max Schanz

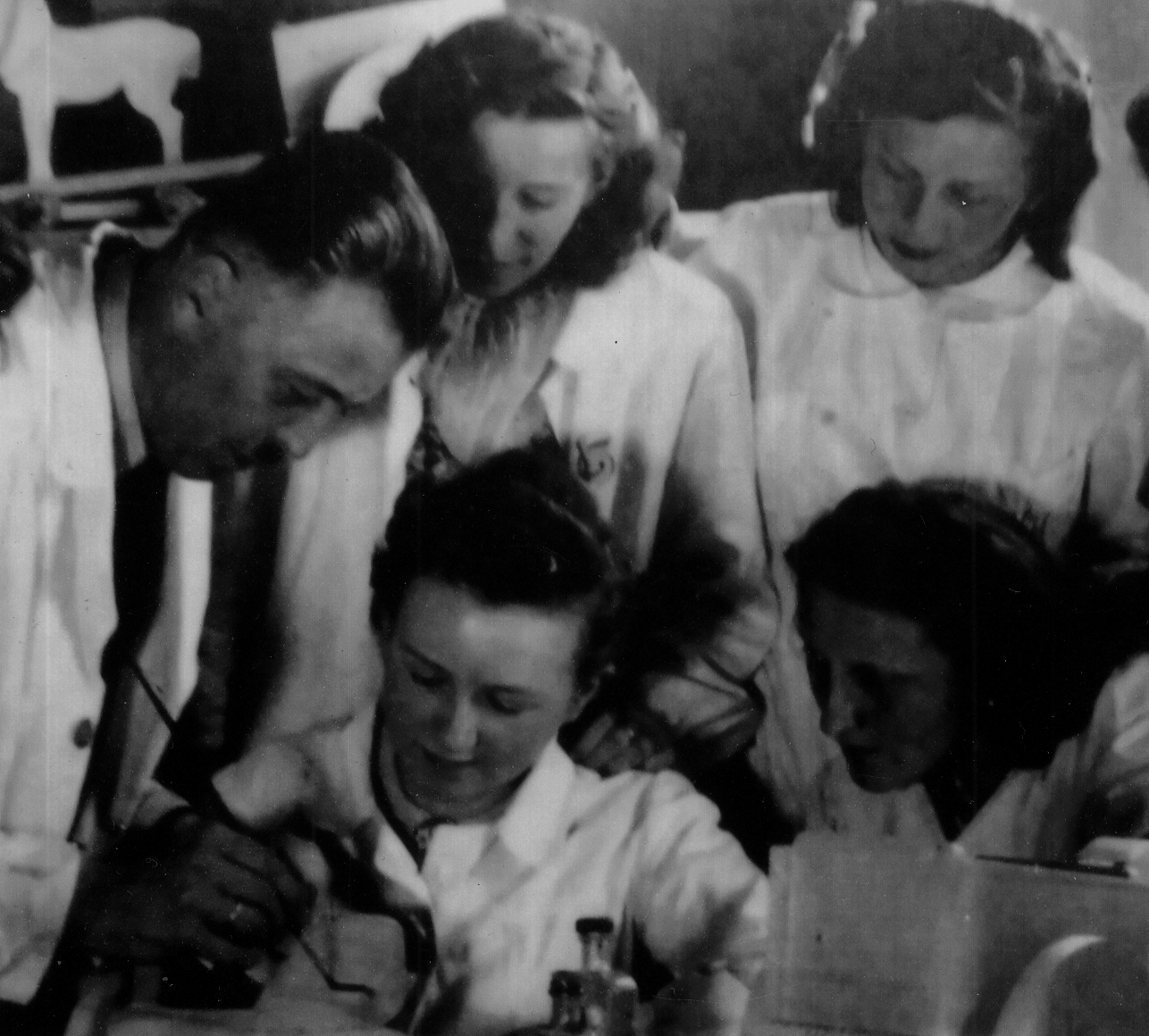
Max Schanz (1895–1953) beim Unterricht an der Seiffener Fachschule

Max Schanz (* 12. April 1895 in Dresden; † 14. September 1953 in Seiffen im Erzgebirge) war ein deutscher Kunstpädagoge, Gestalter und Maler.

## Leben

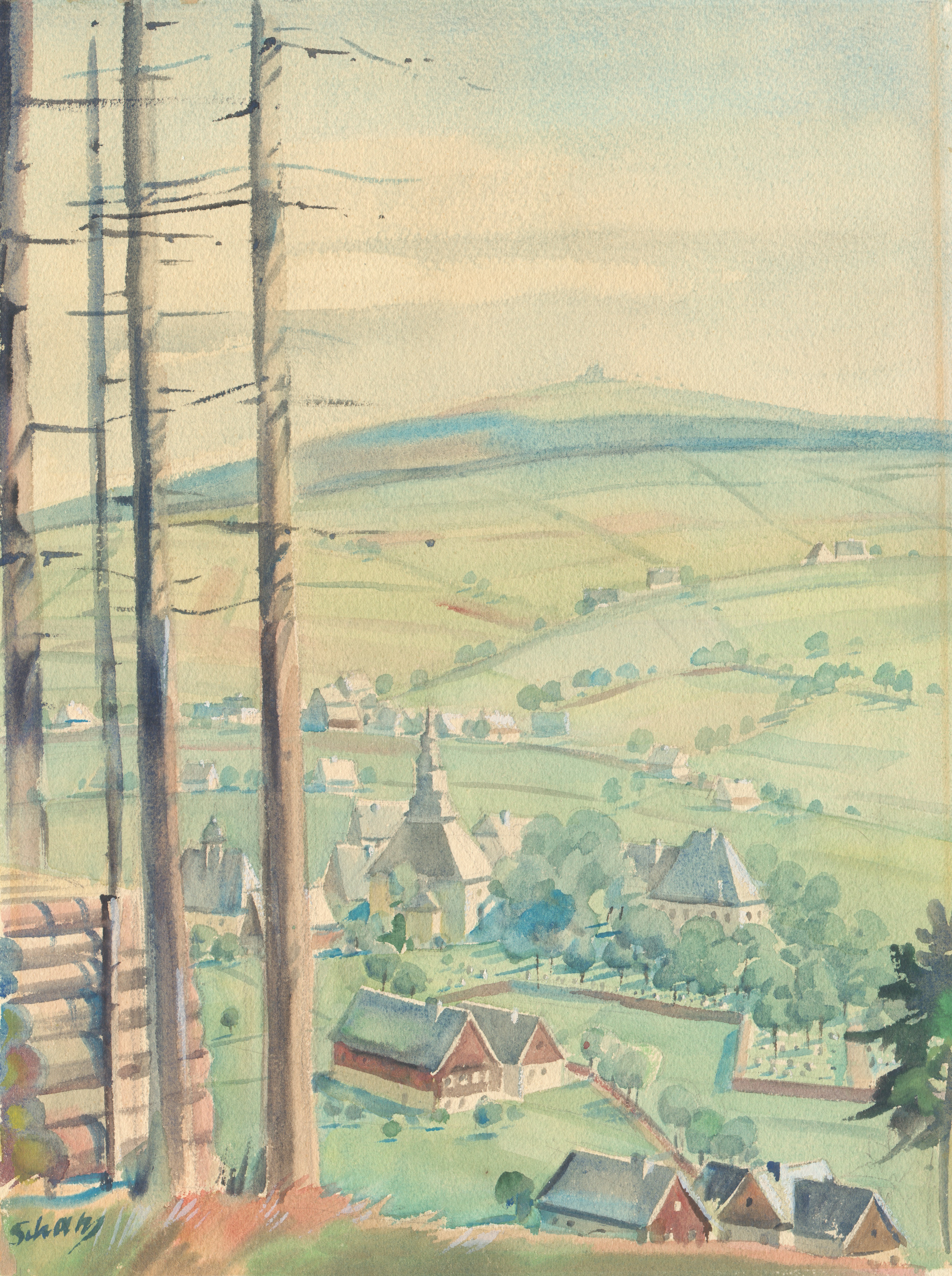
Max Schanz-Seiffen vom Reichelberg s

In einfachen Verhältnissen in Dresden aufgewachsen, bestand er nach der Grund- und Berufsschulzeit 1909 die Aufnahmeprüfung an der Kunstgewerbeschule in Dresden. Dort durchlief er die Ausbildung zum Zeichenlehrer. Im Fronteinsatz im Ersten Weltkrieg verlor er ein Bein und war dadurch lebenslang gesundheitlich eingeschränkt.
Auf Empfehlung des bekannten Volkskundlers Oskar Seyffert wurde er ab etwa 1920 an der Staatlichen Spielzeugfachschule in Seiffen als Lehrer tätig. Durch sein pädagogisches Geschick und seine Ausstrahlung war er hochgeschätzt und übernahm bald das Amt des Direktors der Fachschule. Er prägte die Ausbildung an der Spielwarenfachschule und den Stil vieler Seiffener Spielzeughandwerker entscheidend mit.
Neben den vielfältigen Aufgaben an der Fachschule schuf er viele Entwürfe für die Handwerksbetriebe und war darüber hinaus als rühriger Organisator von Ausstellungen und kulturellen Veranstaltungen in Seiffen tätig. Insgesamt fast 20 Jahre gehörte er dem Kirchenvorstand Seiffen an.
1945 seines Amtes enthoben, wirkte er die letzten Jahre als freischaffender Künstler und Berater der Seiffener Handwerker. Sehr enge Beziehungen unterhielt er zum Kunstdienst der Ev.-Luth. Landeskirche Sachsens.
Max Schanz war verheiratet und Vater von zwei Kindern.

## Werke
- Striezelkinder, Anfang der 30er Jahre entworfen, 1937 auf der Weltausstellung in Paris mit einer Goldmedaille ausgezeichnet
- Seiffener Schwibbogen, um 1935
- Kirche mit Kurrende, um 1935, 1937 auf der Weltausstellung in Paris mit einer Goldmedaille ausgezeichnet
- Stabpyramide, um 1940
- zahlreiche Aquarelle und Zeichnungen, oft Landschaftsmotive aus dem Seiffener Raum